# Brandon Escobar
Brandon Jesús Escobar Amador (29 de septiembre de 1990) es un luchador hondureño de lucha libre. Participó en los Juegos Olímpicos de Londres 2012 en la categoría de 55 kg, consiguiendo un 12.º puesto. Compitió en el Campeonato Mundial de 2013 consiguiendo la 23.ª posición. Ganó dos medallas en los Juegos Deportivos Centroamericanos de 2013. Obtuvo una medalla de bronce en Campeonato Panamericano de 2016.